# Doffing
Doffing és una concentració de població designada pel cens dels Estats Units a l'estat de Texas. Segons el cens del 2000 tenia 4.256 habitants.

## Demografia
Segons el cens del 2000, Doffing tenia 4.256 habitants, 915 habitatges, i 871 famílies. La densitat de població era de 379,5 habitants per km².
Dels 915 habitatges en un 75,7% hi vivien nens de menys de 18 anys, en un 79,9% hi vivien parelles casades, en un 11,8% dones solteres, i en un 4,8% no eren unitats familiars. En el 4,3% dels habitatges hi vivien persones soles l'1,3% de les quals corresponia a persones de 65 anys o més que vivien soles. El nombre mitjà de persones vivint en cada habitatge era de 4,65 i el nombre mitjà de persones que vivien en cada família era de 4,74.
Per edats la població es repartia de la següent manera: un 45,7% tenia menys de 18 anys, un 10,7% entre 18 i 24, un 30,4% entre 25 i 44, un 10,9% de 45 a 60 i un 2,4% 65 anys o més.
L'edat mediana era de 20 anys. Per cada 100 dones de 18 o més anys hi havia 95,2 homes.
La renda mediana per habitatge era de 18.192 $ i la renda mediana per família de 19.353 $. Els homes tenien una renda mediana de 15.017 $ mentre que les dones 12.784 $. La renda per capita de la població era de 4.923 $. Aproximadament el 43% de les famílies i el 42,5% de la població estaven per davall del llindar de pobresa.

## Poblacions més properes
El següent diagrama mostra les poblacions més properes.